# Комірцева акула мінлива
Комірцева акула мінлива (Parascyllium variolatum) — акула з роду Комірцева акула родини Комірцеві акули. Інші назви «намистова комірцева акула», «південна комірцева акула», «вугільна комірцева акула».

## Опис
Загальна довжина досягає до 91 см. Голова коротка й вузька. Морда товста та округла. Очі у вигляді щілин. Ніздрі з коротенькими товстими вусиками та шкірними виростами поряд з ними. Біля ніздрів розташовано вузькі канавки. У неї 5 пар зябрових щілин. Тулуб стрункий, трохи змієподібний. Має 2 спинних та анальний плавці. Спинні плавці однакові, розташовані позаду черевних. Анальний плавець — перед другим спинним плавцем. Хвостовий плавець короткий, шлейфоподібний, його нижня лопать не розвинена.
Забарвлення сіро-буро-коричневе, на голові — чорне, всіяні дрібними білими цяточками, що нагадують намисто з перлів. Звідси інша назва цієї акули. Особливо їх багато в районі зябрових щілин, з боків. На нижній частині голови «намисто» переривається світлою ділянкою. На спині, боках, плавцях розкидані численні темно-коричневі та білі плямочки, на плавцях — більш великі чорні плями. Здатна міняти своє забарвлення, пристосовуючись до водоростей та ґрунту. Звідси походить назва цієї акули.

## Спосіб життя
Тримається на глибинах до 180 м, воліє до піщаних, кам'янистих, піщано-кам'янистих ґрунтів. Зустрічається біля водяної рослинності. Доволі повільна. Активна вночі, вдень ховається серед каміння, скель, водоростей. Живиться креветками, молюсками, морськими червами, іноді дрібною рибою.
Це яйцекладна акула.

## Розповсюдження
Мешкає біля узбережжя південної та південно-західної Австралії й о. Тасманія.